# Bolesław II van Mazovië
Bolesław II van Mazovië ook bekend als Bolesław van Płock (circa 1253/1258 - Wyszogród, 20 april 1313) was van 1262 tot 1275 samen met zijn broer Koenraad II en van 1294 tot 1313 hertog van Mazovië en vanaf 1275 hertog van Płock. Hij behoorde tot het huis Piasten.

## Levensloop
Bolesław was de tweede zoon van hertog Ziemovit I van Mazovië en Perejaslawa van Galicië, dochter van vorst Daniel van Galicië. In 1262 kwam zijn vader om het leven bij de slag bij Jazdów tegen het grootvorstendom Litouwen en werd zijn oudere broer Koenraad II door de Litouwers gevangengenomen. Koenraad II en Bolesław II werden door het overlijden van hun vader hertog van Mazovië, maar Bolesław II was nog te jong om te regeren, waardoor zijn moeder en hertog van Groot-Polen Bolesław de Vrome het regentschap van Mazovië op zich namen. Dit bleven ze tot in 1264, toen Koenraad II door de Litouwers werd vrijgelaten en de regering van het hertogdom Mazovië overnam.
In 1275 werd Bolesław II officieel volwassen verklaard en vroeg hij aan zijn broer Koenraad een eigen deel van de erfenis van zijn vader. Hij ontving daarop het westelijke deel van het hertogdom Mazovië, met als hoofdstad Płock. Bolesław was echter niet tevreden met zijn deel en het kwam tot een jarenlang conflict met zijn broer Koenraad II. Hierbij aarzelde hij zelfs niet om een bondgenootschap met de Litouwers te sluiten. De alliantie tussen Bolesław II en de Litouwers werd in 1279 beklonken door het huwelijk van Bolesław met Gaudemunda, de dochter van de Litouwse grootvorst Traidenis. Na het huwelijk nam zijn echtgenote de naam Sophia aan. Daarnaast sloot Bolesław ook een bondgenootschap met zijn neef Wladislaus de Korte, de hertog van Koejavië. Het conflict met zijn broer Koenraad II zou tot het midden van de jaren 1280 duren en bracht niet echt voordelen voor een van de broers, omdat grote delen van het hertogdom Mazovië verwoest raakten.
Op 30 september 1288 stierf de kinderloze koning Leszek II van Polen. Een deel van de adel van Krakau wilde daarop Bolesław II aanduiden als koning van Polen, maar hij was lang niet de enige kandidaat. Zo wilde hertog Hendrik IV van Silezië ook zijn aanspraken op Polen laten gelden. Aanvankelijk leek het dat Bolesław zonder problemen koning van Polen zou worden toen hij in 1288 met gemak de hertogdommen Krakau en Sandomierz wist te veroveren, maar later dat jaar werd hij door de troepen van Hendrik IV van Silezië uit Krakau verdreven. Hendrik IV had namelijk de controle van het strategisch belangrijke kasteel Sulk de Beer weten te verwerven, wat hem de toegang tot het kasteel Wawel gaf.
Na zijn overwinning keerde Hendrik IV terug naar Silezië, wat Bolesław II de kans gaf om het hertogdom Sandomierz te heroveren. Daarom kwam het in februari 1289 tot een alliantie tussen Hendrik IV van Silezië, hertog Hendrik III van Glogau, hertog Przemko van Ścinawa en hertog Bolko I van Opole, die een militaire expeditie naar Krakau organiseerde om Hendrik IV officieel tot koning van Polen uit te roepen. Bolesław II, die nog steeds Krakau wilde veroveren, vormde dan weer een alliantie met Wladislaus de Korte en hertog Casimir II van Łęczyca. Ook kreeg hij vrij verrassend de steun van zijn broer Koenraad II en het Kievse Rijk. 
Hierdoor was Bolesław in staat om een krachtig leger samen te stellen met als hoofddoel om Krakau te veroveren en Bolesław II koning van Polen te maken. Het leger van Hendrik IV verliet daarop Kiev en op 26 februari 1289 vond een bloedige confrontatie plaats tussen beide troepen. Dat was de slag bij Siewierz, waarbij Hendrik IV verslagen werd en twee belangrijke bondgenoten verloor: Przemko van Ścinawa sneuvelde namelijk en Bolko I van Opole werd gevangengenomen. Na de veldslag kon Bolesław II in de zomer van 1289 Krakau innemen, waar hij de stad triomfantelijk betrad. Als dank voor diens militaire steun schonk Bolesław daarop het hertogdom Sandomierz aan zijn broer Koenraad II. Deze actie veroorzaakte echter verontwaardiging bij de adel van Krakau, die Bolesław II niet meer wilde aanvaarden als koning van Polen en daarop Wladislaus de Korte tot koning van Polen benoemde. Om onbekende redenen besloot Bolesław II niet meer te strijden voor de Poolse troon en hij trok zich terug op zijn domeinen in Płock. In augustus 1289 werd Wladislaus de Korte uiteindelijk door Hendrik IV van Silezië uit Krakau verdreven, waarna Hendrik IV zich tot koning van Polen liet uitroepen.
In 1288 overleed zijn vrouw Sophia, waarna hij in 1291 hertrouwde met Cunegonde van Bohemen, een zus van koning Wenceslaus II van Bohemen. Dit was ook een huwelijk om politieke redenen, omdat Bolesław II zo zijn claims op het koninkrijk Polen liet vallen en Wenceslaus II in 1291 hierdoor in staat was om Krakau te veroveren. Via Wenceslaus II van Bohemen wilde Bolesław ook zijn positie versterken. Toen Wenceslaus II in 1292 in oorlog kwam met Wladislaus de Korte, aarzelde Bolesław dan ook niet om zijn zwager te steunen. Toen zijn broer Koenraad II in 1294 stierf en Bolesław II hierdoor de hertog van heel Mazovië werd, besloot hij echter de alliantie met Bohemen te verbreken en zich te verzoenen met Wladislaus de Korte.
In 1295 werd hertog Przemysł II van Groot-Polen koning van Polen. Toen die in 1296 werd vermoord, steunde Bolesław II Wladislaus de Korte in diens strijd met hertog Hendrik III van Glogau om de bezittingen van Przemysł, die zonder mannelijke nakomelingen was gestorven. Wenceslaus II van Bohemen was echter kwaad om het "verraad" van Bolesław II door een alliantie met Wladislaus de Korte te sluiten, dat hij een militaire aanval tegen Mazovië lanceerde. Hoewel Płock belegerd en daarna vernietigd werd, veranderde Bolesław II zijn politieke koers niet. Dit toonde hij aan door in 1300 Wenceslaus II niet te erkennen als koning van Polen en zijn tweede vrouw Cunegonde te verstoten, die in 1302 terug naar Praag gestuurd werd. 
In de vroege jaren 1300 stichtte Bolesław II het fort van Warschau, wat bijdroeg tot de ontwikkeling van de stad ten nadele van de naburige stad Czersk. Na 1305 oefende hij geen belangrijke politieke activiteiten meer uit en in 1310 stond Bolesław II de districten Warschau en Czersk af aan zijn zonen Ziemovit II en Trojden I. In 1313 overleed hij, waarna hij werd begraven in de kathedraal van Płock.

## Huwelijken en nakomelingen
In 1279 huwde hij met Gaudemunda (na haar huwelijk Sophia, overleden in 1288), dochter van grootvorst Traidenis van Litouwen. Ze kregen drie kinderen:
- Ziemovit II (1283-1345), hertog van Mazovië
- Trojden I (1284/1286 - 1341), hertog van Mazovië
- Anna (1288 - na 1329), huwde in 1325 met hertog Wladislaus van Liegnitz (scheiding in 1329)

Na de dood van zijn eerste vrouw huwde hij in 1291 met Cunegonde van Bohemen (1265-1321), dochter van koning Ottokar II van Bohemen. In 1302 liet Bolesław II zich van haar scheiden, waarna ze terugkeerde naar Praag en zuster werd. Ze kregen twee kinderen:
- Euphrosina (1292/1294 - 1327), huwde tussen 1304 en 1309 met hertog Wladislaus van Auschwitz
- Wenceslaus (1293/1297 - 1336), hertog van Płock